# John Mackay
John Henry Mackay (6. února 1864 Greenock – 16. května 1933 Stahnsdorf, Německo) byl skotsko-německý spisovatel a básník. Proslul jako básník a autor naturalistických románů.

## Život
Narodil se v rodině Johna Mackaye (1826–1865) a Louisy rozené Ehlersové. Otec byl skotský námořní pojišťovací makléř, matka pocházela z prosperující rodiny z Hamburku. Po smrti otce odešli do Německa.
Během ročního pobytu v Londýně (1887–1888) objevil díla Maxe Stirnera, jehož kniha Der Einzige und sein Eigenthum byla v druhé polovině 19. století téměř zapomenuta. Stirner se stal jeho životním tématem. Slávu mu přineslo vydání románu Die Anarchisten: Kulturgemälde aus dem Ende des XIX Jahrhunderts v Curychu v roce 1891. Román prosazoval myšlenky Stirnera; tohoto filozofa 19. století dále pozvedl ze zapomnění napsáním biografie Max Stirner – sein Leben und sein Werk (1898).
Mackayeho román Der Schwimmer: Die Geschichte einer Leidenschaft (1901) byl jedním z prvních sportovních románů odehrávajících se ve světě závodního plavání a potápění.
Po matčině smrti se pustil do literárního projektu pod pseudonymem Sagitta, aby diskutoval o homosexuálních vztazích mezi muži a chlapci. Přitahovali ho chlapci ve věku 14 až 17 let. Vydal několik svazků pod pseudonymem „Sagitta“, mj. Die Buecher der namelosen Liebe von Sagitta a Fenny Skaller –autobiografický popis jeho vlastních milostných zážitků. Seriál vznikl r. 1905 a dokončen byl r. 1913. Jedním z jeho témat byla proměnlivost sexuální identity a výrazu.
Vydal román Der Freiheitsucher, pokračování Die Anarchisten, r. 1920. Nedosáhl úspěchu dřívějšího svazku a Mackay byl finančně zruinován inflací raných výmarských let. Román Der Puppenjunge, napsal r. 1926; Christopher Isherwood, který napsal k anglickému překladu z roku 1985, že román „podává obraz berlínského sexuálního podsvětí na počátku tohoto století, o kterém z vlastní zkušenosti vím, že je autentický“. Svůj poslední román Der Unschuldige: Die Geschichte Einer Wandlung vydal v roce 1931; bylo to první dílo vydané pod jeho vlastním jménem, které obsahovalo homosexuální postavy.
Mackay zemřel ve Stahnsdorfu, městě nedaleko Berlína, 16. května 1933. Jeho závěť požadovala, aby jeho rukopisy a dopisy byly zničeny a jeden z jeho věřitelů dostal jeho neprodané knihy. V závěti bylo uvedeno, že jakékoli nové tisky románů Sagitta by měly být vydávány pod jeho vlastním jménem.
Mackay žil v Berlíně od roku 1896 a byl přítelem Benedicta Friedlaendera, vědce a spoluzakladatele Gemeinschaft der Eigenen.

## Dílo

### Spisy
- Kinder des Hochlands (1885)
- Anna Hermsdorf (1885)
- Sturm (1888), poetry collection, the first of several editions with additions
- Die Anarchisten (1891)
- Albert Schnells Untergang. Schluß der Geschichte ohne Handlung: Die letzte Pflicht (1895)
- Max Stirner – sein Leben und sein Werk (1898)
- Der Schwimmer (1900)
- Der Sybarit (1903)
- Hans, mein Freund und Die Wasserratte (1910)
- Der Freiheitsucher. Psychologie einer Entwicklung (ca. 1920)
- Der Puppenjunge (1926)
- Die Namenlose Liebe, seven volumes (1906–1926)
- Der Unschuldige (1936)

### Hudba
- Max Reger – báseň "Morgen" (op. 66 č. 10).
- Richard Strauss – zhudebnil dvě Mackayovy básně ve svém Vier Lieder pro vysoký hlas a klavír (op. 27), svatební dar jeho manželce v roce 1894, „Morgen!“ a „Heimliche Aufforderung“. Další Mackayovy básně od Strausse: „Verführung“ pro zpěv a orchestr v roce 1896 (op. 33 č. 1) a „In der Campagna“ pro zpěv a klavír v roce 1899 (op. 41 č. 2).
- Arnold Schoenberg zhudebnil Mackayovu báseň „Am Wegrand“, jeho op. 6 č. 6.

### V češtině
- Anarchisté: kulturní obrazy z konce 19. století – přeložil V. Skružný. Praha: Vzdělávací bibliotéka, 1896[1]
- Lidé manželství: líčení z malého města – př. Jan Osten. Tábor: Václav Kraus, 1898[2]
- Poslední povinnost: příběh bez děje – př. Jan Emil Šlechta. Praha: Jan Otto, 1903
- Alberta Schnella zaniknutí: konec povídky "Poslední povinnost" – př. J. E. Šlechta. Praha: Jan Otto, 1904
- Drobná prosa – př. Jaroslav Pšenička. Praha: Jan Otto, 1910[3]
- Rozkošník – př. Emanuel Lešehrad; in: 1000 nejkrásnějších novel... č. 4. Praha: J. R. Vilímek, 1911